# Пашкевич Олег Борисович
Пашкевич Олег Борисович (29 липня 1963, Сокальський район, Львівська область — 30 квітня 2014) Редагувати інформацію у Вікіданих)  — український журналіст, редактор відділення документальних фільмів.
Народився 29 липня 1963 р. у с. Лешків Львівської області, помер 30 квітня 2014 року.

## Життєпис
Закінчив факультет журналістики Львівського державного університету (1989). Працював у Луганському облтелерадіокомітеті.
З 1993 р. ведучий телепрограм «Вихід» студії «Укртелефільм». З 1999 — редактор документального серіалу «Час Заповіту», студія «Укртелефільм».
Автор понад 50 телепрограм, багатьох публікацій у пресі. Автор та розробник експериментального курсу «Шкільне телебачення та основи кіноестетики для ліцеїв та шкіл України». Викладач курсу авторських лекцій з теорії і практики Public relations на кафедрі зв'язків з громадськістю та реклами Київського національного університету культури і мистецтв, керівник прес-центру громадського об'єднання «Народна Солідарність».
Олег Пашкевич помер 30 квітня 2014 року. Як написали друзі на його сторінці у ФБ, він застудився на Майдані, захворів на пневмонію, а під час лікування ще й відмовили нирки.